# Циклопирокс
Циклопирокс — синтетический противогрибковый препарат для местного дерматологического лечения поверхностных микозов. Продаётся под многими торговыми марками по всему миру.

## Показания к применению
Ciclopirox показан для лечения лишая и себорейного дерматита. Необходимо избегать попадания в глаза и в репродуктивные органы, при беременности нужно проконсультироваться с врачом, так как неизвестно, переходит ли циклопирокс в материнское молоко. Может вызывать жжение при первом применении (Paddock Laboratories, Inc., Oct. 2009).

## Механизм действия
В отличие от азолов и других противогрибковых препаратов механизм действия циклопирокса плохо изучен. В настоящее время он исследуется как альтернативное лечение кетоконазолом для себорейного дерматита, поскольку он подавляет рост дрожжей Malassezia furfur. Первоначальные результаты показывают эффективность, сравнимую с кетоконазолом, с субъективно более ощутимым ослаблением симптомов благодаря противовоспалительному действию.

## Эффективность при лечении инфекций ногтей
В дополнение к другим препаратам, циклопирокс используется в лаках для местного лечения онихомикоза (грибковые инфекции ногтей). Мета-анализ шести испытаний инфекций, доступных в 2009 году, пришёл к выводу о том, что местный циклопироксоламин имеет низкие показатели излечения, и что аморолфин может быть значительно более эффективным, но требуется больше исследований.
Сочетание данных из 2-х исследований циклопироксамина и плацебо показало, что при лечении циклоспороксаминами уровень 61 % и 64 % у пациентов с синкопирокссоламином составил 61 % и 64 %. Длительные сроки лечения (48 недель) делают циклопироксоламин плохим выбором для инфекций ногтей. При использование аморолфинового лака 6 % случаев неудачи лечения были обнаружены после 1 месяца лечения, но эти данные были собраны на очень небольшой выборке людей, и эти высокие показатели успеха могут быть ненадёжными.